# چرخ

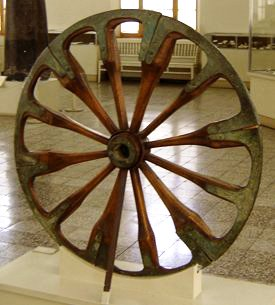
یک چرخ پره‌دار مربوط به اواخر سدهٔ دوم پ. م از چغازنبیل ایران. این چرخ در موزهٔ ملی ایران نگهداری می‌شود.

چَرخ ابزاری است گِرد که کاربردهای گوناگون دارد؛ ولی نخستین و مهم‌ترین کاربرد آن کاهش اصطکاک و تسهیل حرکت است. چرخ از مهم‌ترین اختراعات انسان است که در هزارهٔ چهارم پیش از میلاد در سرزمین باستانیِ سومر ساخته شد.
گاهی اعتبار  نخستین تصویر از اسباب نقلیه چرخ‌دار به فرهنگ حلف در سال‌های ۶۵۰۰ تا ۵۱۰۰ پیش از میلاد مسیح داده شده‌است ولی این جای تردید دارد چنان که هیچ شواهدی نیست که حلفیان از اسباب نقلیه چرخ‌دار یا یا حتی چرخ سفال‌گری استفاده کرده باشند.
یکی از نخستین چرخ‌های مقدماتی، معروف به «چرخ کُند»، در هزاره پنجم پیش از میلاد مسیح در خاورمیانه وجود داشته‌اند. یکی از متقدم‌ترین نمونه‌های آن در تپه پردیس ایران کشف کشده‌است که تاریخ آن به ۵۲۰۰ تا ۴۷۰۰ سال پیش از میلاد مسیح بازمی‌گردد. این چرخ‌ها از سنگ یا سفال درست می‌شدند و با گیره‌ای در مرکزشان به زمین بسته می‌شدند. ولی تکان‌دادن آن‌ها خیلی زور می‌برد.
پس از دوران باستان در آسیای غربی شتر جایگزین وسایل نقلیه چرخدار شد.

## نگارخانه

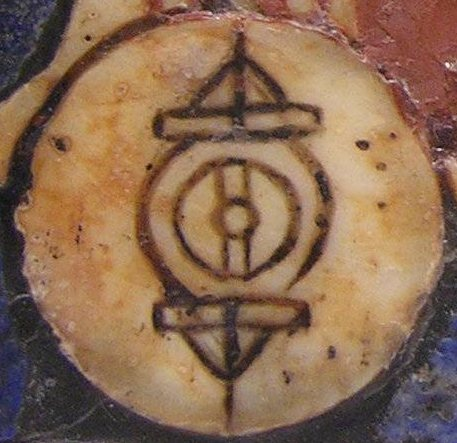
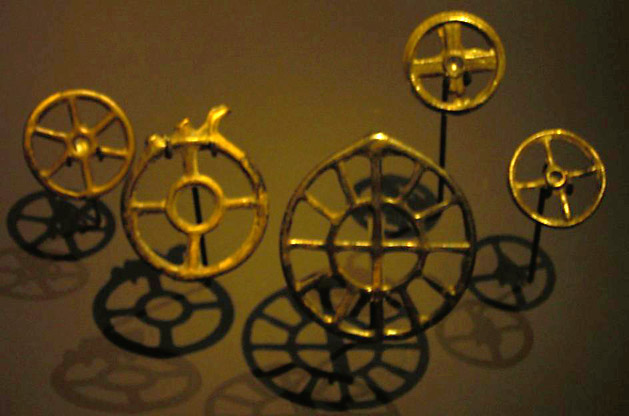
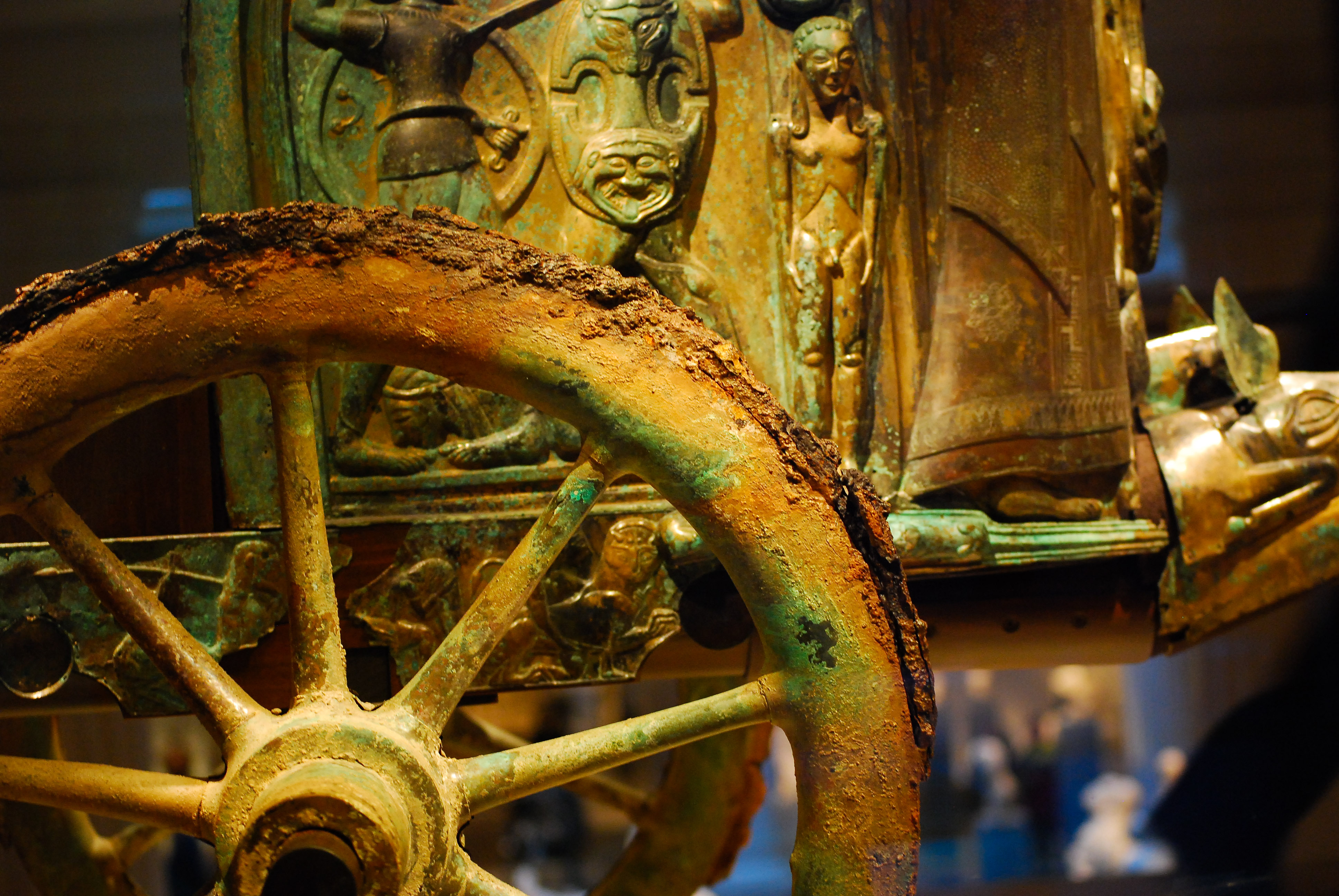
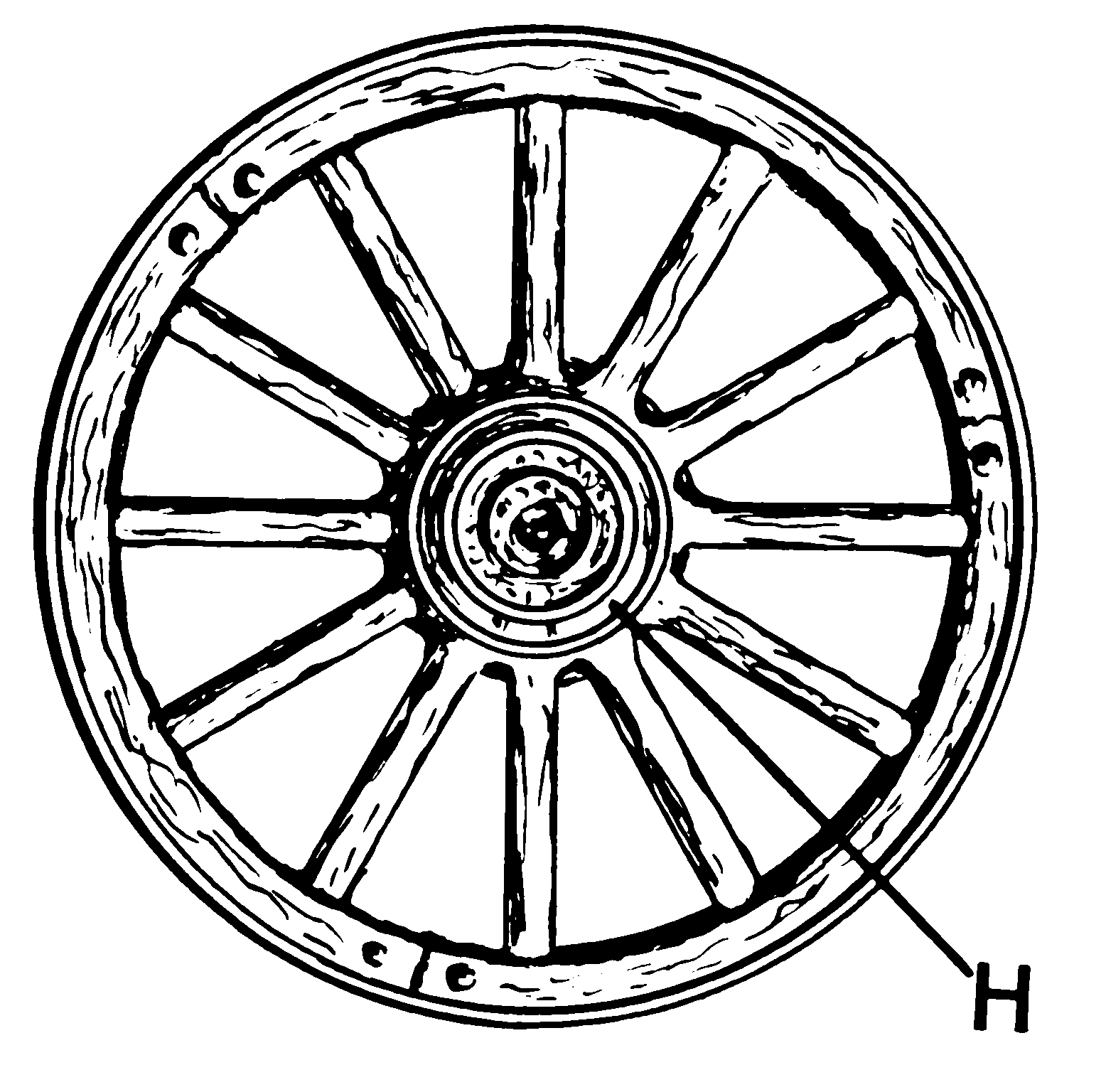
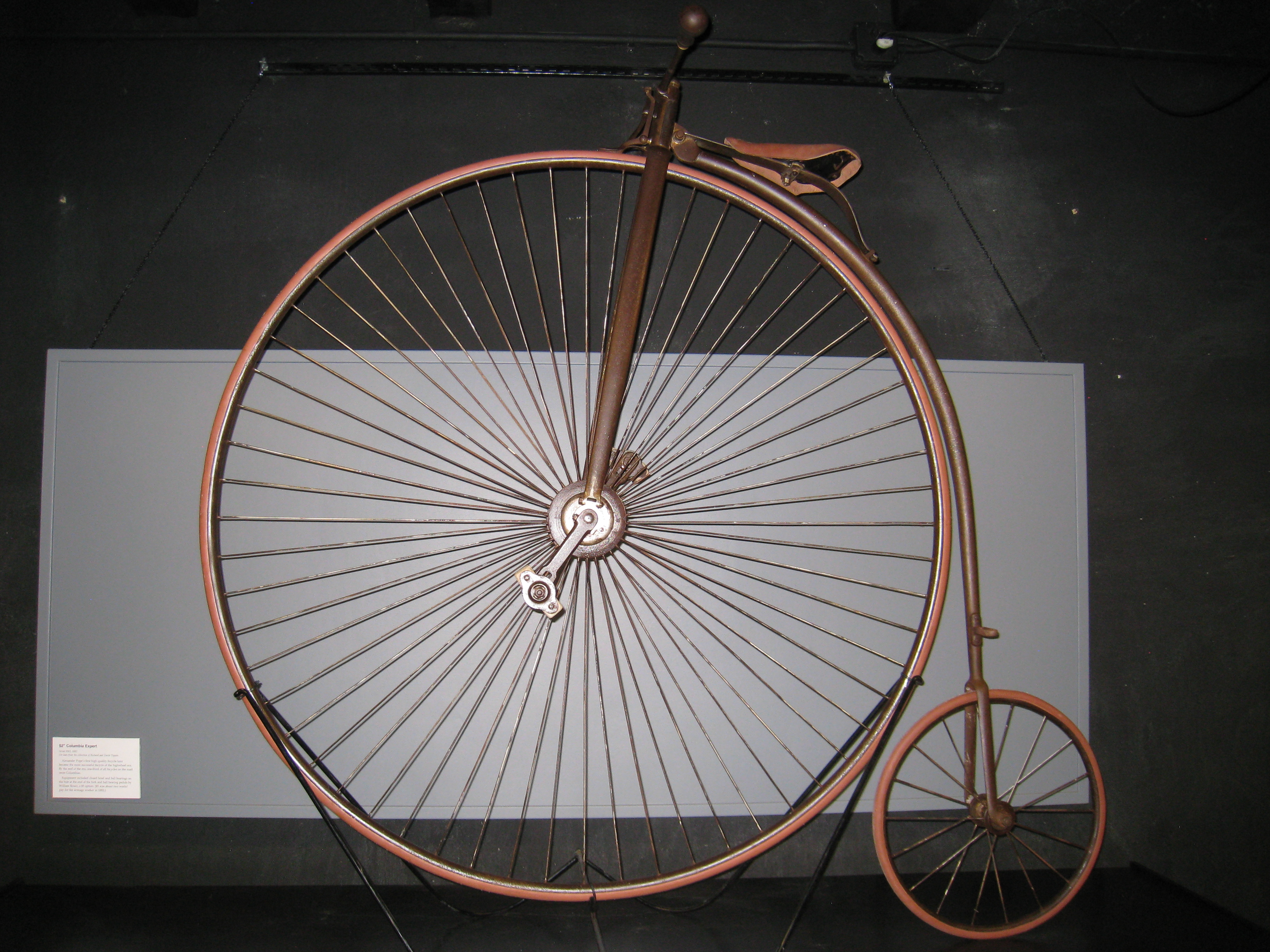
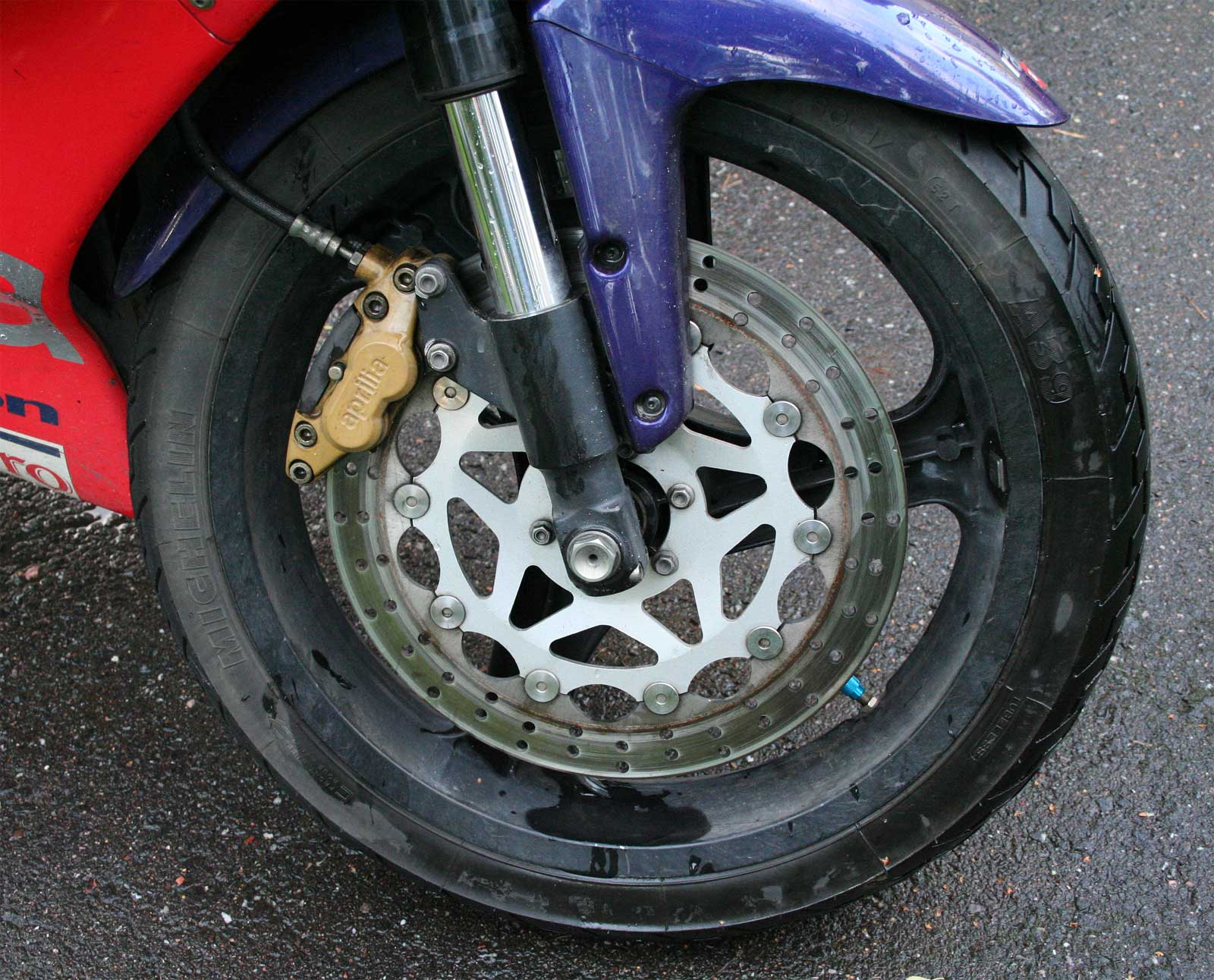
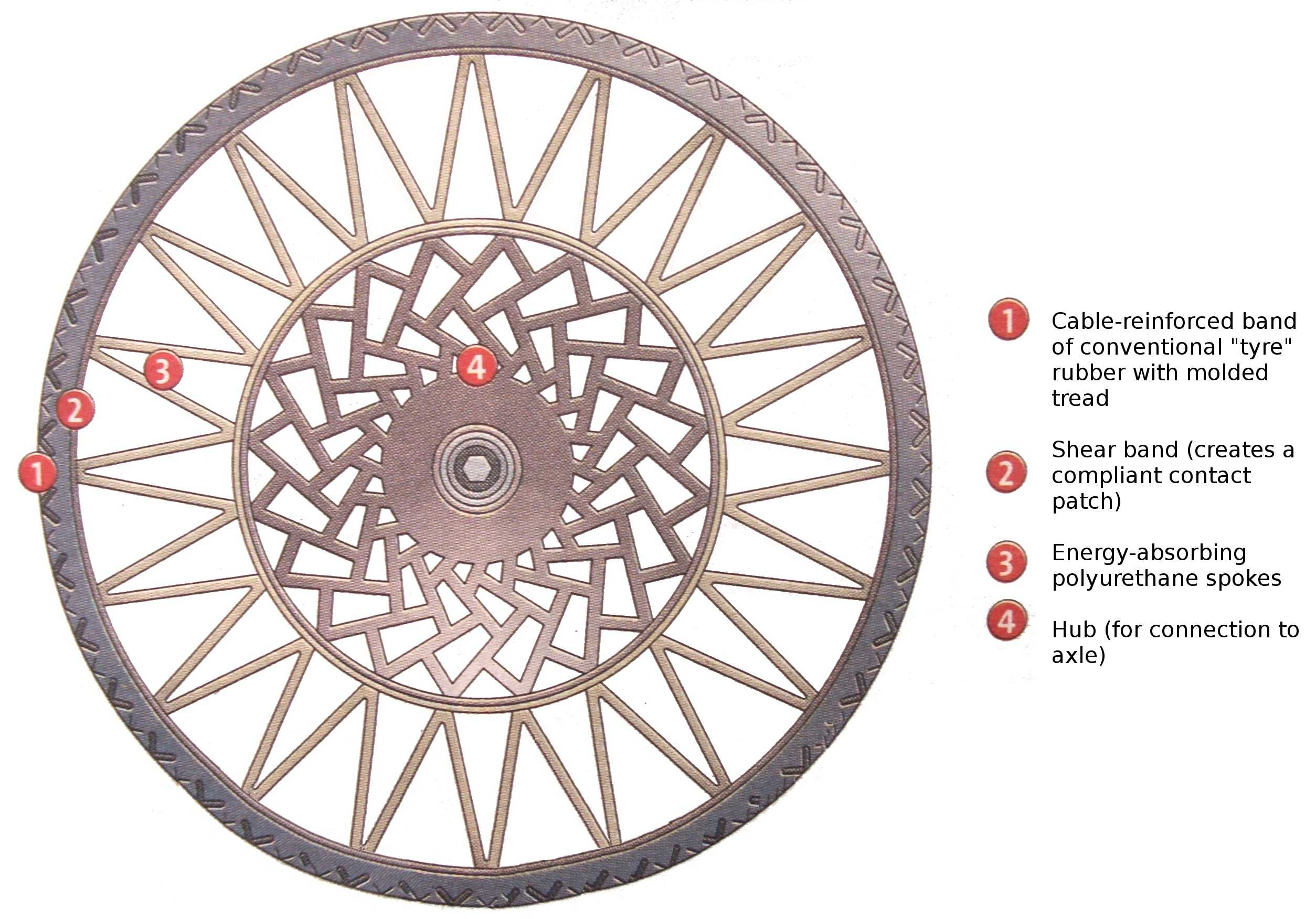